# Hedda Bremer
Hedda Bremer, född 8 januari 1803 i Åbo, död 29 september 1837 i Stockholm, var en svensk lärare och skolledare.
Bremer, som kom till Stockholm redan som spädbarn, växte upp i en välbeställd familj. Hon var dotter till Carl Fredric Bremer och Birgitta Charlotta, född Hollström, samt syster till Charlotte, Claes, Sophie, Agata, August och Fredrika Bremer.
Bremer var föreståndare för den första småbarnsskolan i Stockholm, grundad 1833 i Katarina församling av bland andra Frances von Koch, född Lewin.